# 米格尔·比拉索罗
米格尔·安赫尔·比拉索罗（西班牙語：Miguel Ángel Virasoro，1940年5月9日—2021年7月23日），阿根廷物理学家。1995至2002年任国际理论物理中心主席。长期担任罗马第一大学教授。2020年获狄拉克奖。
1960年代末与Veneziano合作发展Vaneniano模型，这种“开弦”模型是第一个受认可的弦论模型。后来他自己开发了一套“闭弦”模型。对于这些模型的对称性，比拉索罗提出了数学表达，现在被称为比拉索罗代数。这种无限维的李代数为弦论提供了重要的数学工具。